# Sonnenberg (Weißenohe)
Sonnenberg ist ein Gemeindeteil des Gemeinde Weißenohe im Landkreis Forchheim (Oberfranken, Bayern).

## Geografie
Die im nordwestlichen Teil der Gräfenberger Flächenalb gelegene fränkisches Einöde liegt etwa einen Kilometer südöstlich des Ortszentrums von Weißenohe auf einer Höhe von 443 m ü. NHN.

## Geschichte
Gegen Ende des Mittelalters befand sich der Ort im Eigentum des zur Kurpfalz gehörenden Klosters Weißenohe. Einige Jahre nach dem Ende des Landshuter Erbfolgekrieges wurde die Einöde der Hochgerichtsbarkeit des nürnbergischen Pflegamtes Hiltpoltstein unterstellt. Denn 1520/21 hatten sich die Kurpfalz und die Reichsstadt Nürnberg vertraglich geeinigt, die während des Krieges von der Reichsstadt eroberten klösterlichen Besitzungen in den Hochgerichtsbezirk des Pflegamtes einzugliedern. Daran änderte sich im Wesentlichen nichts, als die Oberpfalz nach der Ächtung des pfälzischen Kurfürsten Friedrich V. (des sogenannten Winterkönigs) als Lehen an Kurbaiern übergeben wurde. Für die Einöde bedeutete dies, dass die Landeshoheit über die Ortschaft von einer anderen wittelsbachischen Linie übernommen wurde.
Durch die Verwaltungsreformen zu Beginn des 19. Jahrhunderts im Königreich Bayern wurde Sonnenberg mit dem zweiten Gemeindeedikt 1818 ein Bestandteil der Ruralgemeinde Weißenohe.

## Verkehr
Die Anbindung an das öffentliche Straßennetz wird durch einen nicht-asphaltierten Feldweg hergestellt, der von der von Weißenohe nach Sollenberg führenden Gemeindeverbindungsstraße abzweigt und in Sonnenberg als Sackgasse endet.